# 榊 (樺型駆逐艦)
|                        | |
| 艦歴                   | |
| 計画                   | 1914年度                                                                                                  |
| 起工                   | 1914年11月5日                                                                                             |
| 進水                   | 1915年2月15日                                                                                             |
| 就役                   | 1915年3月26日                                                                                             |
| その後                 | 1917年6月11日雷撃により大破 1932年4月1日廃駆逐艦第1号と仮称                                               |
| 除籍                   | 1932年4月1日                                                                                              |
| 性能諸元（計画公表値） | |
| 排水量                 | 基準：公表値 595トン 常備：計画 665トン                                                                   |
| 全長                   | 全長：82.90 m 水線長：82.29m 垂線間長：260 ft 0 in (79.25 m)                                              |
| 全幅                   | 24 ft 0+3⁄8 in (7.32 m)                                                                                   |
| 水線幅                 | 24 ft 0 in (7.32 m)                                                                                       |
| 吃水                   | 7 ft 9 in (2.36 m)                                                                                        |
| 深さ                   | 15 ft 3 in (4.65 m)                                                                                       |
| 機関                   | 推進：3軸 主機：直立4気筒3段レシプロ 3基 出力：計画 9,500馬力 ボイラー：ロ号艦本式缶 重油専焼2基、混焼2基 |
| 速力                   | 30ノット 1931年時 31ノット                                                                                |
| 燃料                   | 重油137トン、石炭100トン                                                                                  |
| 航続距離               | 1,600カイリ / 15ノット                                                                                    |
| 乗員                   | 竣工時定員 90名 1920年調 94名 1928年公表値 96名                                                           |
| 兵装                   | 40口径12cm単装砲 1門 40口径8cm単装砲 4門 45cm連装魚雷発射管 2基4門                                        |
| 搭載艇                 | 4隻 |
| 備考                   | ※トンは英トン                                                                                             |

榊（さかき）は、大日本帝国海軍の駆逐艦で、樺型駆逐艦の2番艦である。同名艦に松型駆逐艦の「榊」（未成艦）があるため、こちらは「榊 (初代)」や「榊I」などと表記される。

## 艦歴
1914年（大正3年）11月5日、佐世保海軍工廠で起工。1915年（大正4年）2月15日、進水。同年3月22日、竣工。
第一次世界大戦では、第二特務艦隊に所属し、1917年（大正6年）から1919年（大正8年）まで、シンガポール方面警備と地中海の海上護衛に従事した。
1917年6月11日、護衛任務を終えマルタ島へ帰還の途上、オーストリア＝ハンガリー帝国海軍潜水艦「U-27（SM U-27）」の魚雷が命中し艦首切断、上原太一艦長以下59名が戦死した。その後、ギリシャのピレウスで応急修理を実施し、1918年（大正7年）初旬にマルタで修理が完成した。
1932年（昭和7年）4月1日に除籍され、廃駆逐艦第1号（二代）と仮称。

### 1917年の交戦

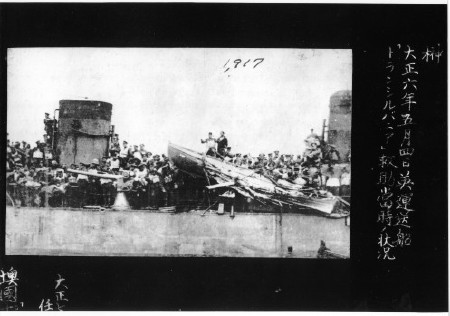
護衛中に撃沈されたトランシルヴァニアの将兵を乗せた榊（1917年5月3日）

1917年、同盟国であり第一次世界大戦に参戦していたイギリスの要請を受けて、僚艦ら8隻とともに榊はマルタに派遣された。現地では、イギリスの艦艇など788隻を護送。Uボートとの交戦は30回以上に及び、その過程で榊は被弾した。魚雷を受けて死亡した59人の遺体は、マルタのイギリス人墓地の一角に設けられた「大日本帝国第二特務艦隊戦死者之墓」に葬られた。
1921年4月25日、当時皇太子だった昭和天皇が欧州訪問の際、マルタ島にて慰霊を行った。
また、2017年5月28日、イタリアのタオルミーナで開催された第43回先進国首脳会議の帰途、マルタを訪問した当時の内閣総理大臣：安倍晋三並びに令夫人が同墓地に献花、黙祷を捧げている。
なお、「ドイツ潜水艦から発射された魚雷の発見が一瞬遅れた際、連合国船舶の前に全速で突進して盾となり、撃沈された日本駆逐艦があった」、という話が一種の美談として第二次世界大戦後になって一部に広まり、新しい歴史教科書をつくる会の歴史教科書にまで載る事態となった。実際には、榊のみならず日本海軍のいずれの僚艦も第一次世界大戦では撃沈はされておらず、この話は榊や僚艦の活躍を混ぜ合わせたり誇張したりして作られてた風説だと思われる。

## 艦長
※『日本海軍史』第9巻・第10巻の「将官履歴」及び『官報』に基づく。
駆逐艦長
- 中原市介 少佐：1915年2月18日[13] - 1916年2月17日

兼佐世保海軍工廠艤装員（1915年2月18日 - 1915年3月24日）
- 上原太一 少佐：1916年2月17日 - 1917年6月11日戦死
- 佃久米太郎 少佐：1917年7月2日[15] - 11月8日[16]
- 蒲田静三 大尉：1917年11月8日[17] -
- 蒲田静三 少佐：1918年12月1日[18] - 1919年12月1日[19]
- （兼・心得）保村禎一 大尉：1919年12月1日[19] - 1920年5月24日[20]
- （兼）加来博胤 少佐：1920年5月24日[20] - 1920年12月1日[21]
- 柏木英 少佐：1920年12月1日 - 1921年12月1日
- 郷田喜一郎 少佐：1921年12月1日[22] - 1922年12月1日[23]
- 難波正 少佐：1922年12月1日[23] - 1924年5月10日[24]
- 伊藤長 少佐：1924年5月10日[24] - 1925年12月1日[25]
- （兼）福原一郎 少佐：1925年12月1日[25] - 1925年12月2日[26]
- （兼）後藤鉄五郎 少佐：1925年12月2日[26] - 1926年10月15日[27]
- （兼）清水他喜雄 少佐：1926年12月1日[28] - 1927年1月10日[29]
- 田原吉興 大尉：1927年1月10日 - 1927年11月15日[30]
- 大石堅志郎 大尉：1927年11月15日[30] - 1928年5月16日[31]
- 門前鼎 少佐：1928年5月16日 - 1928年9月27日
- 稲垣義龝 少佐：1928年11月1日[32] - 1929年11月30日[33]
- 島津信夫 少佐：1929年11月30日[33] - 1930年12月1日[34]
- （兼）有田貢 少佐：1930年12月1日[34] - 1931年4月1日[35]